# 218 (число)
218 (Дві́сті вісімна́дцять) — натуральне число між 217 та 219.
- 218 день в році — 6 серпня (у високосний рік 5 серпня).

## В інших галузях
- 218 рік, 218 до н. е.
- 218 аят Корану, Сура Аль-Бакара; 211.
- В Юнікоді 00DA  16  — код для символу «U» (Latin Capital Letter U With Acute).
- NGC 218 — галактика в сузір'ї Андромеда.